# Oecher Puttes
Als  Oecher Puttes bzw. Aachener Puttes bezeichnet man die lokale Variante von Blutwurst in der Stadt Aachen. Im ripuarischen Dialekt steht Oche (Adjektiv dazu: Oecher) für die Stadt Aachen, Puttes für Blutwurst.
Entsprechend dem Deutschen Lebensmittelbuch handelt es sich um eine Blutwurst mittlerer Qualität mit mindestens 5 % bindegewebseiweißfreiem Fleischeiweiß. Sie gehört zu den Kochwürsten, einige Varianten sind schnittfest.

## Register als geographisch geschützte Angabe
Im Jahre 2012 wurde der Antrag zum Schutz als Produkt mit EU-weit geschützter Herkunftsbezeichnung g.g.A. eingereicht, das Produkt wurde am 7. Juli 2016 registriert.
Seitdem darf der „Oecher Puttes“ nur noch durch die im Stadtgebiet ansässigen Fleischer hergestellt werden. Diese haben sich zum Schutz und zur Fortführung ihrer Traditionen im „Verein der Aixtra-Fleischer“ zusammengeschlossen.

## Herstellung
Zur Vorbereitung wird entschwarteter Speck, Schweinemasken, Schwarte und mageres Schweinefleisch in heißem Wasser vorgegart. Schweinblut wird vor der Vermengung mit den anderen Zutaten auf ca. 45 Grad erwärmt. Schwarten, Masken und Fleisch werden mit dem Blut gekuttert. Dabei gibt man auch geschmorte Zwiebeln und Kesselbrühe hinzu. Der Speck wird in kleine Würfel geschnitten, und mit Gewürzen unter die Masse gemischt. Typische Gewürze sind Nitritpökelsalz, Pfeffer und Majoran. Ebenso üblich sind Muskat, Nelken und Thymian. Zum Abfüllen verwendet man Naturdarm als Wursthülle (Kranzdarm, Krause oder Schweinebutte) bzw. Sterildarm. Teilweise wird die Wurst geräuchert. Ebenso ist die Abfüllung als Wurstkonserve in Glas und Dose üblich. Der Fettgewebsanteil beträgt ca. 35 %, der Magerfleischanteil ca. 20 %. Der maximale Fettgehalt liegt bei 40 %.